# .700 Nitro Express
La .700 Nitro Express è una cartuccia per fucili da caccia grossa, prodotta dalla ditta britannica Holland & Holland a partire dal 1988; deriva dalla precedente .600 Nitro Express, di cui costituisce fondamentalmente una versione ingrandita, potenziata e dotata di una pallottola di maggiori dimensioni.